# Lie to Me (chanson de Bon Jovi)
Pour les articles homonymes, voir Lie to Me (homonymie).
Singles de Bon Jovi
Something for the Pain
(1995) These Days
(1995)
Clip vidéo
[vidéo] « Lie to Me », sur YouTube
Lie to Me est une chanson du groupe de rock américain Bon Jovi extraite de leur sixième album studio, These Days, paru le 27 juin 1995.
Un single avec cette chanson sort également. C'est le troisième single tiré de cet album.
Au Royaume-Uni, le single Lie to Me a atteint la 10e place au classement national.
Aux États-Unis, la chanson a été publiée plus tôt en single double face A avec la chanson Something for the Pain. Le single a atteint la 76e place dans le Hot 100 du magazine américain Billboard dans la semaine du 7 octobre 1995.